# 西甘铁路
西甘铁路是中華人民共和国内蒙古自治区巴彦淖尔市境内的运输进口自蒙古国南戈壁省塔本陶勒盖矿区煤炭的单线电气化铁路。北起中蒙国界口岸的甘其毛都站，南至包兰铁路西小召站接轨。业主单位为呼和浩特铁路局代表铁道部控股的“西甘铁路有限责任公司”。全长225.19千米。以金泉站为界，分为西金段与金甘段。西金段为国铁I级标准，金甘段为国铁II级标准。设计时速120千米。牵引质量5000吨。运能近期2627万吨、远期3958万吨。全线设16座车站，近期开放10座车站。
一期工程西金段正线全长58.187 km，疏解线长3.823 km，总投资11.84亿元。于2010年1月开工，2010年12月16日竣工通车，实现了年内开工、年内建成的目标。二期工程金甘段全长166.49公里，总投资19.72亿，内燃牵引，预留电气化，于2010年8月1日正式开工，2012年9月15日铺通运营。西甘铁路概算总投资为31.56亿元。